# میشل فرانکو (بازیکن فوتبال)
میشل فرانکو (انگلیسی: Michele Franco؛ زادهٔ ۲۰ فوریهٔ ۱۹۸۵) بازیکن فوتبال اهل ایتالیا است.
از باشگاه‌هایی که در آن بازی کرده‌است می‌توان به باشگاه فوتبال پروجا، باشگاه فوتبال کرمونزه، باشگاه فوتبال سالرنیتانا، باشگاه فوتبال باری، باشگاه فوتبال پادوا، باشگاه فوتبال کومو، باشگاه فوتبال لیورنو، و باشگاه فوتبال وارزه اشاره کرد.